# Palermoïte
La palermoïte (ou palermoite) est une espèce minérale du groupe des phosphates et du sous-groupe des phosphates anhydres avec anions étrangers, de formule (Li,Na)2(Sr,Ca)Al4(PO4)4(OH)4.

## Inventeur et étymologie
La palermoïte a été décrite en 1952 par M. E. Mrose ; elle fut nommée ainsi d'après sa localité-type : 
La mine Palermo No 1 (Palermo #1 pegmatite), Groton, Comté de Grafton, New Hampshire, États-Unis.

## Topotype
- Mine Palermo No 1(Palermo #1 pegmatite), Groton, Comté de Grafton, New Hampshire, États-Unis[2]
- Les échantillons de référence sont déposés à l'Université Harvard, à Cambridge, dans le Massachusetts.

## Cristallographie
- Paramètres de la maille conventionnelle : a=11,55 Å, b=15,84 Å, c=7,31 Å, Z = 4, V=1 337,38 Å3
- Densité calculée = 3,26

## Cristallochimie
- La palermoïte fait partie d'un groupe de minéraux isostructuraux : le groupe de la palermoïte.

### Groupe de la palermoïte
- Bertossaïte Li2CaAl4(PO4)4(OH)4, Imaa/Iaa2; Ortho
- Palermoïte (Li,Na)2(Sr,Ca)Al4(PO4)4(OH)4, I mmm; 2/m 2/m 2/m

## Gîtologie
La palermoïte peut avoir plusieurs origines :
- Il s'agit d'un produit hydrothermal dans les pegmatites granitiques zonées complexes (Palerme #1 mine, le New Hampshire, États-Unis) ;
- Elle est formée dans les veines de quartz près des grès des conglomérats soumis au métamorphisme des schistes verts (Giogo di Toirano, Italie).

### Minéraux associés
- Sidérite, childrenite, eosphorite, béraunite, crandallite, whitlockite, brazilianite, goyazite, apatite, quartz (Palermo #1 mine, New Hampshire, États-Unis) ;
- Lazulite, goyazite, brazilianite (Giogo di Toirano, Italie).

## Habitus
La palermoïte se trouve le plus souvent sous la forme de longs cristaux prismatiques, striés, pouvant atteindre 5 millimètres ; elle se trouve aussi en agrégats radiés ou granulaires.

## Gisements remarquables
- Chine

Xiyuantou pegmatite, Nanping pegmatite field, Xian de Zhenghe, Préfecture de Nanping, Province de Fujian
- États-Unis

Mine Palermo No 1(Palermo #1 pegmatite), Groton, Comté de Grafton, New Hampshire
Mt Mica Quarry, Paris, Comté d'Oxford, Maine
State Forest Quarry no. 2, East Hampton, Comté de Middlesex, Connecticut
Smith No. 1 Mine (Pegmatites Nos. 9 & 10), Raymond Comté de Rockingham, New Hampshire

## Galerie

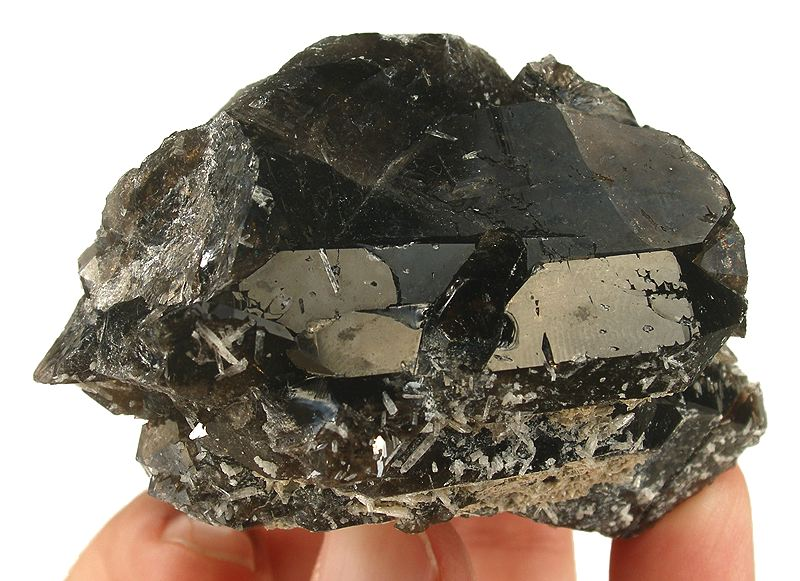
Palermoite sur Quartz, États-Unis, 7,2 x 5,2 x 4,7 cm.
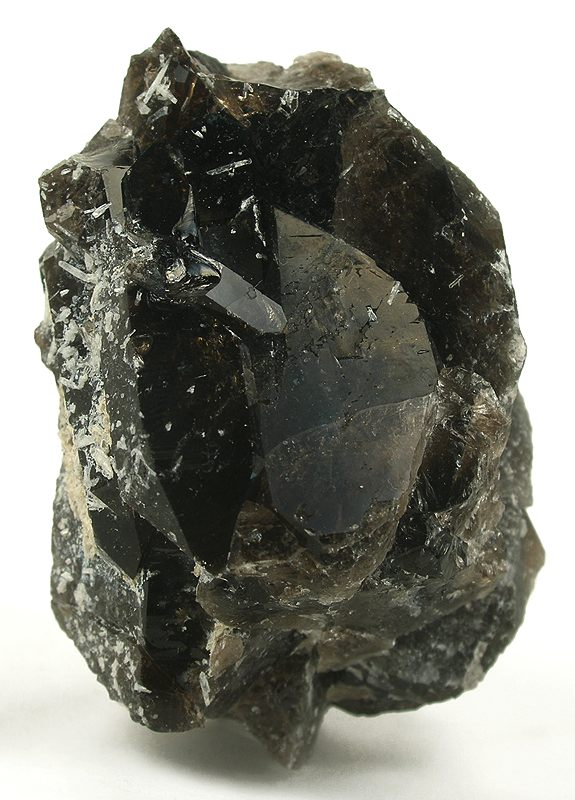
Idem.